# Søllerødgadebomben
Søllerødgadebomben var en bombe (muligvis en brevbombe), der sprængtes den 16. marts 1992 kl. ca. 11.30 på kontoret hos Internationale Socialister (IS) på Søllerødgade 33 på Nørrebro i København. Ved eksplosionen omkom den 29-årige Henrik Christensen, og kontoret blev ødelagt af den opståede brand. Politiet fandt at den mest nærliggende teori var er der var tale om et politiske attentat, men sagen er forblevet uopklaret, fordi branden og den meget grundige efterslukning vaskede mange spor bort.

## Forløb
Internationale Socialister havde et kontor for Københavnsafdelingen i Søllerødgade, hvor der var omkring 19–20 personer tilknyttet. Familiefaren Henrik Christensen var en af de aktive hos IS og den 16. marts havde partikammeraten Jørgen Lund mødt ham på gaden uden for kontoret mellem 11:15 og 11:30. Lund var den sidste der så Henrik Christensen i live.
PET blev inddraget i den politimæssige efterforskning, men sagen forblev uopklaret.
Postbudet og andre vidner blev afhørt og på baggrund af vidneudsagnene mente politiet at en kraftig pakke var blevet sendt. Postbudet kom dog senere i tvivl.
Bombeeksperter fra Scotland Yard hjalp til med analyse af sprængningen, men efterforskningen kunne ikke nå frem til en detaljeret konklusion om bomben, kun at der var tale om et trotyllignende sprængstof.

## Mulige gerningsmænd
Internationale Socialister formodede straks at nazister havde sendt en brevbombe til organisationen, og medierne har taget teorien op. I sin efterforskning arbejdede politiet også med den mulighed, at den dræbte selv var i gang med at fremstille en bombe.

### Frit Danmark, K12
I et brev påtog en organisation der kaldte sig Frit Danmark K12 ansvaret. De skrev: "Vi kan meddele, at det var os, der anbragte bomben i Søllerødgade. Vi anser disse venstresnoede elementer for landsforrædere over for det danske folk. Derfor denne aktion, flere vil følge. Hilsen Frit Danmark K12."
Brevet blev modtaget af kriminalinspektør Bent Hansen allerede dagen efter sprængningen.
Offentligheden fik først kendskab til indholdet af brevet sendt til Bent Hansen efter af Politiken offentliggjorde det i 1995.
Det er blevet påstået at "K12" henviser til svenske skinheads der årligt den 30. november fejrede Karl den 12.
Der havde nogle måneder før bombesprængningen på årsdagen været en nazistisk demonstration i Lund, hvor de kom i sammenstød med danske og svenske antiracister.
En formodning var at bomben kunne være hævn for sammenstødet, men politiet fandt ingen forbindelse fra IS og Henrik Christensen til urolighederne i Lund.
K12 havde sendt trusselsbreve til fem andre danskere.
Trusselsbrevene var sendt til personer som K12 mente havde ansvar for indvandringen i Danmark.

### Partiet de Nationale
I 1998 hævdede Frede Farmand til TV 2, at han advarede PET 3 måneder inden angrebet. Frede Farmand sagde at han havde oplysningerne fra nazistlederen Albert Larsen. Albert Larsen blev derefter afhørt af PET, hvor han erkendte at have infiltreret det venstreorienterede miljø, men nægtede kendskab til bomben.

### Blood & Honour
Den 27. april 2013 stod den tidligere nynazist skåningen Kim Fredriksson frem i Ekstra Bladet med oplysninger om drabet.
Han hævdede at en afdød nynazist var involveret i sagen.
Det var en dansk-tyske nynazist Marcel Schilf fra netværket Blood & Honour der blev udpeget.
Fredriksson kunne dog ikke sige om Marcel Schilf havde bygget bomben, men han hævdede at Schilf havde kontakter i udlandet til folk med den fornødne viden.
Marcel Schilf havde i 1994 fået en straf på 20 dages betinget fængsel efter at politiet fandt 500 gram af sprængstoffet TATP under en ransagning i hans lejlighed.
Han led af cystisk fibrose og døde i 2001.
På baggrund af Ekstra Bladets nye oplysninger genåbnede Københavns Politi den henlagte sag.
I den forbindelse var sagen også fremme i Folketingets Retsudvalg.